# Tumbler Ridge
Tumbler Ridge est une communauté située dans la province de la Colombie-Britannique, dans le centre-est.

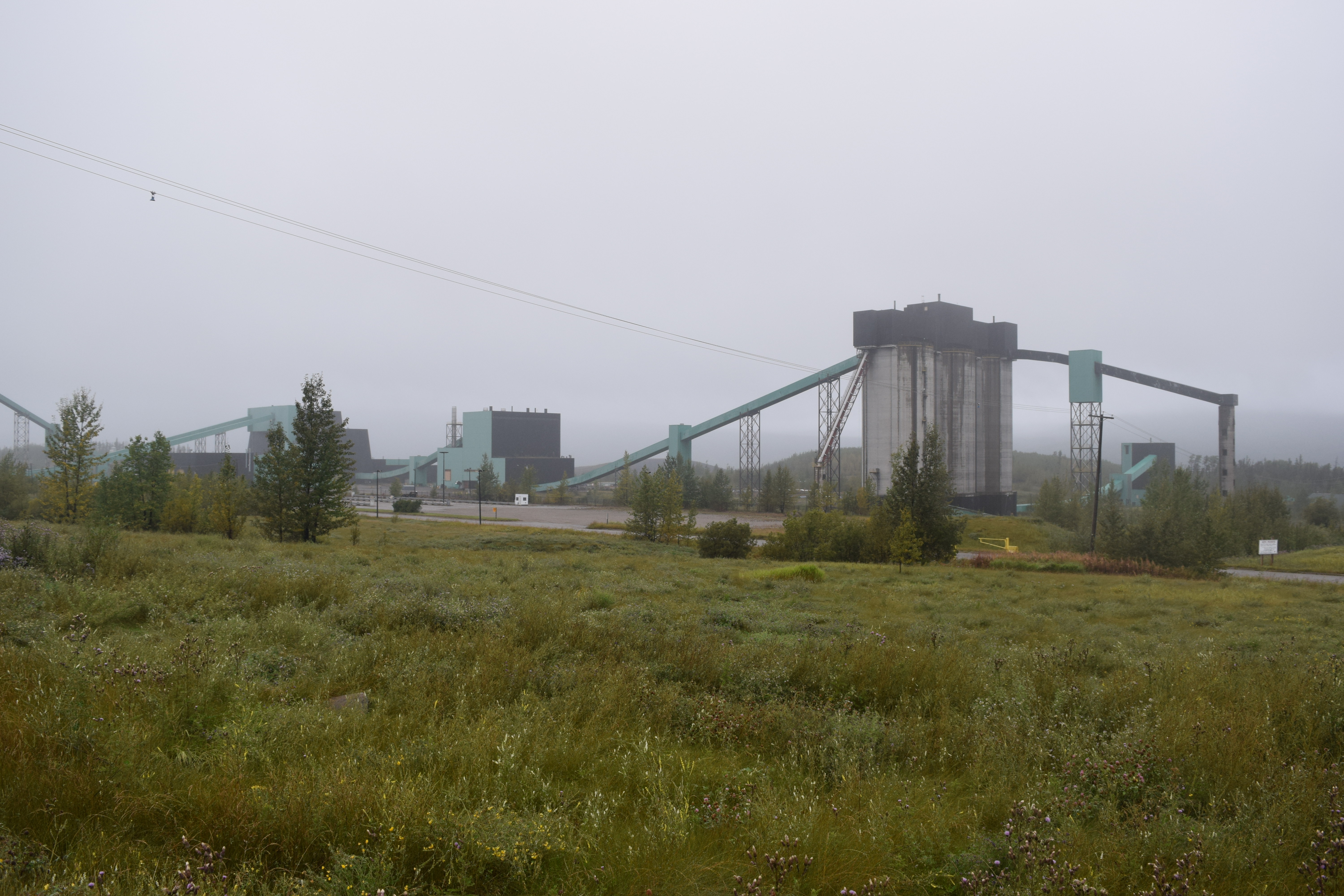
Mine Quintette Coal de Tumbler Ridge